# Gösta Thomas
Gösta Thomas (* 18. Januar 1949 in Heidenheim) ist ein ehemaliger deutscher Politiker der rechtsextremen NPD. Von 1977 bis 1980 war er Bundesvorsitzender ihres Jugendverbandes Junge Nationaldemokraten.

## Beruflicher Werdegang
Nach dem Besuch der Volksschule in Hamburg und in Giengen erreichte Thomas sein Abitur 1967 und war bis zum Ende des Folgejahres Wehrdienstleistender bei der Bundesmarine. Seine Tätigkeit auf der Fregatte Karlsruhe war die eines Radaroperators. 1969 begann er in Erlangen sein Studium der Geschichte und der Politikwissenschaft und schrieb dort seine Dissertation.

## Politische Karriere
Thomas trat 1967 in die noch junge NPD ein und beteiligte sich dort an dem Aufbau des in Gründung befindlichen parteieigenen Jugendverbandes JN. Bereits 1972 wurde es zum Vorsitzenden des JN-Bezirksverbandes Mittelfranken gewählt. Der Verband war zu dieser Zeit die stärkste Unterorganisation im gesamten Bundesgebiet. Zur gleichen Zeit war er Mitglied in der JN-Bundesleitung und zuständig für das Referat Politische Bildung. In seinem Verantwortungsbereich lagen damit die politischen Schulungen der Mitglieder. 1973 wurde er stellvertretender Vorsitzender des NPD-Bezirksverbandes Mittelfranken.
Von 1977 bis 1980 leitete er als Bundesvorsitzender die Jungen Nationaldemokraten. In diese Zeit fiel unter anderem das Kräftemessen zwischen dem rechtsextremen Günter Deckert und dem nationalkonservativen Martin Mußgnug um den Vorsitz in der NPD. 1979 unterlag der ehemalige JN-Vorsitzende Deckert mit 103 zu 164 Stimmen. Zur Niederlage trug die unstete Haltung der JN und die neutrale Haltung ihres Vorsitzenden Thomas in diesem Konflikt bei.